# Південно-Західні залізниці
Півде́нно-За́хідні залізни́ці (казенні) — історична система залізниць на території українських губерній Російської імперії, побудована впродовж 1865—1895 роках протяжністю 1046 верст (1280 км).
Південно-Західні залізниці утворені 1878 року шляхом злиття залізниць Києво-Берестейської, Берестейсько-Граєвської та Одеської.

Будівля Управління Південно-Західної залізниці — пам'ятка місцевого значення в Києві.

У 1888 році суспільству Південно-Західних залізниць дозволено було спорудження Уманських гілок, а 1889 року — Новоселицьких гілок. Думка про з'єднання Одеси з Києвом з мережею австрійських залізниць виникла ще в середині 50-х років ХІХ століття, але вкрай важкі умови, що пропонувалися імперському уряду різними іноземними підприємцями, відсунули здійснення цього плану на довгі роки. Уряд зважився приступити до спорудження найбільш необхідних ділянок власним розпорядженням; згодом воно передало ці ділянки у володіння приватним товариствам, якими споруджені були інші ділянки; з них Одеська залізниця знаходилася у володінні Російського товариства пароплавства і торгівлі.
З 1 січня 1894 року Південно-Західні залізниці перейшли до державної казни.
Станом на 1909 рік складалися з Південно-Західних ліній (3926 верст) та лінії Фастів — Знам'янка (334 версти), всього 4125 верст.
ПЗЗ проходили через Одесу, Кишинів, Бірзулу, Балту, Жмеринку, Козятин I, Єлисаветград і багато інших міст.
На теперішній час більша частина дільниць належить до залізниць України. Залізниці в основному розташовані на території сучасних Київської, Вінницької, Житомирської, Чернігівської, Хмельницької, Одеської областей України, також у Молдові та Білорусі.

## Історія
У травні 1868 року взялися до будівництва Києво-Балтської залізниці, як продовження лінії Балта — Одеса. Рух поїздів на цій лінії було відкрито через 4 роки.
7 червня 1870 року було покладено початок існування Південно-Західним залізницям.
Пасажирський вокзал у Києві почали будувати за казенний рахунок відразу для двох залізниць — Києво-Балтської та Курсько-Київської.
Впродовж 1870—1876 років побудовані ділянки Жмеринка — Волочиськ, Бердичів — Старий Кривин.
Статут новоствореного товариства Південно-Західних залізниць був затверджений царем 9 червня 1878 року. Остаточне об'єднання Одеської, Києво-Берестейська залізниця та Берестейсько-Граєвської залізниць відбулось 1 липня 1878 року.
З Південно-Західними залізницями пов'язана біографія інженера і вченого в галузі залізничного транспорту Олександра Бородіна, тут він працював з 1879 по 1896 роки
1883 року приєднана збиткова і незавершена Бендеро-Галацька лінія протяжністю 293,5 км.
Майже до 90-х років XIX століття паровози Південно-Західної залізниці працювали на дровах, лише на південних ділянках (від Жмеринки до Одеси) — на англійському вугіллі, що доставлявся до Одеського порту. Після 1885 року всі паровози поступово стали переводити на донецьке вугілля.
Впродовж 1888—1889 років у Києві по Театральній вулиці (нині — буд. № 6 по вулиці Лисенка) за проектом архітекторів О. фон Гогена та Б. Куликовського споруджено будівлю Управління Південно-Західних залізниць.

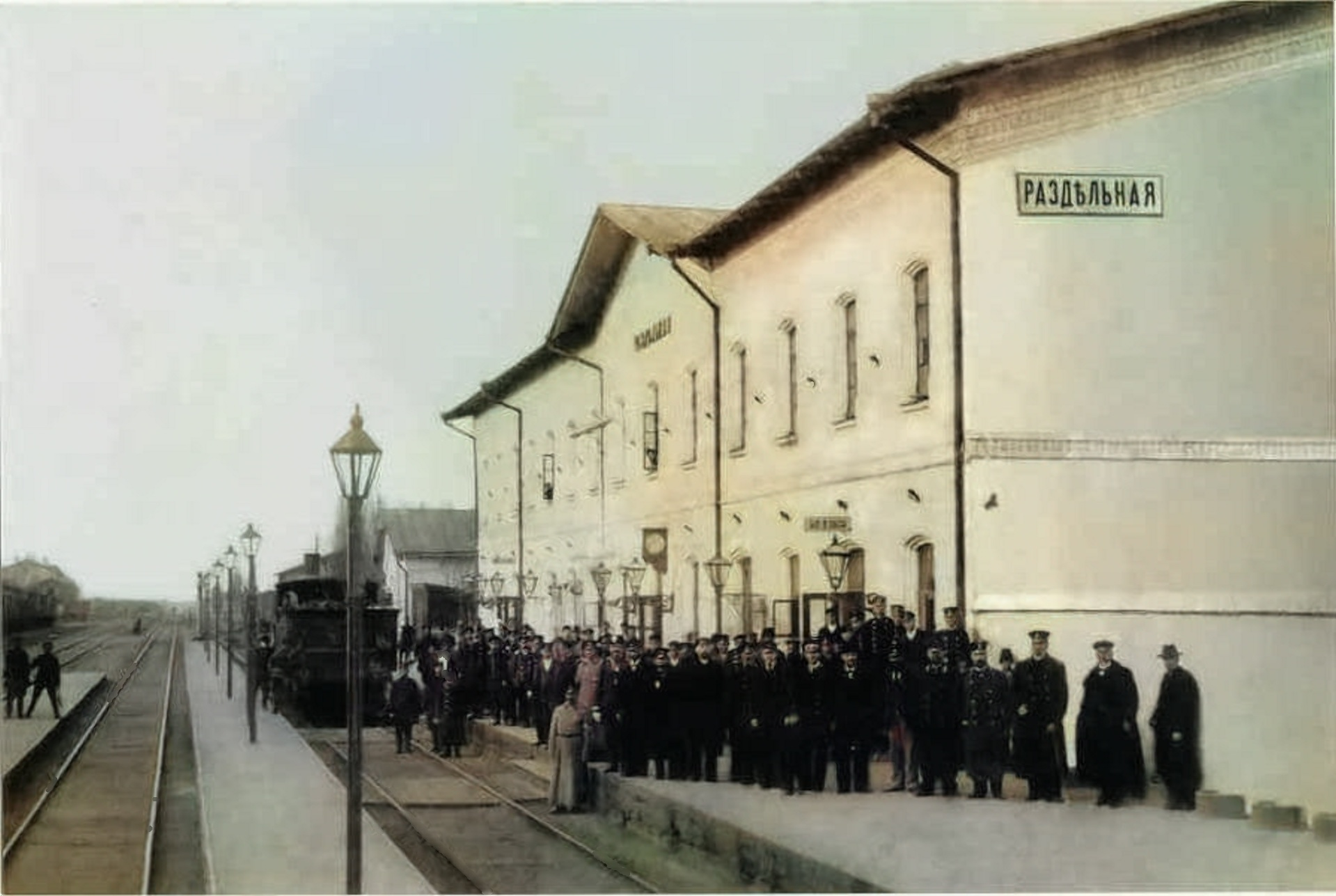
Відкриття залізничного вокзалу станції Роздільна у 1893 році.

Впродовж 1889—1890 років було споруджено залізниці Вапнярка — Тростянець (1889), Демківка — Христинівка, Козятин I — Умань (обидві 1890).
У 1890—1897 роках ділянки Жмеринка — Могилів-Подільський, Козятин I — Умань, Христинівка — Шпола, Бердичів — Житомир.
1897 року було збудовано лінію Пирятин — Красне (тепер лівий берег Дніпра навпроти Черкас).
З 1 січня 1897 року до Південно-Західних залізниць приєднана Фастівська лінія (Фастів — Знам'янка з гілками, побудована на кошти приватного товариства в 1876 році, а з 6 жовтня 1902 року — Волинська лінія (лінія Київ — Коростень), споруджена за розпорядженням уряду. 

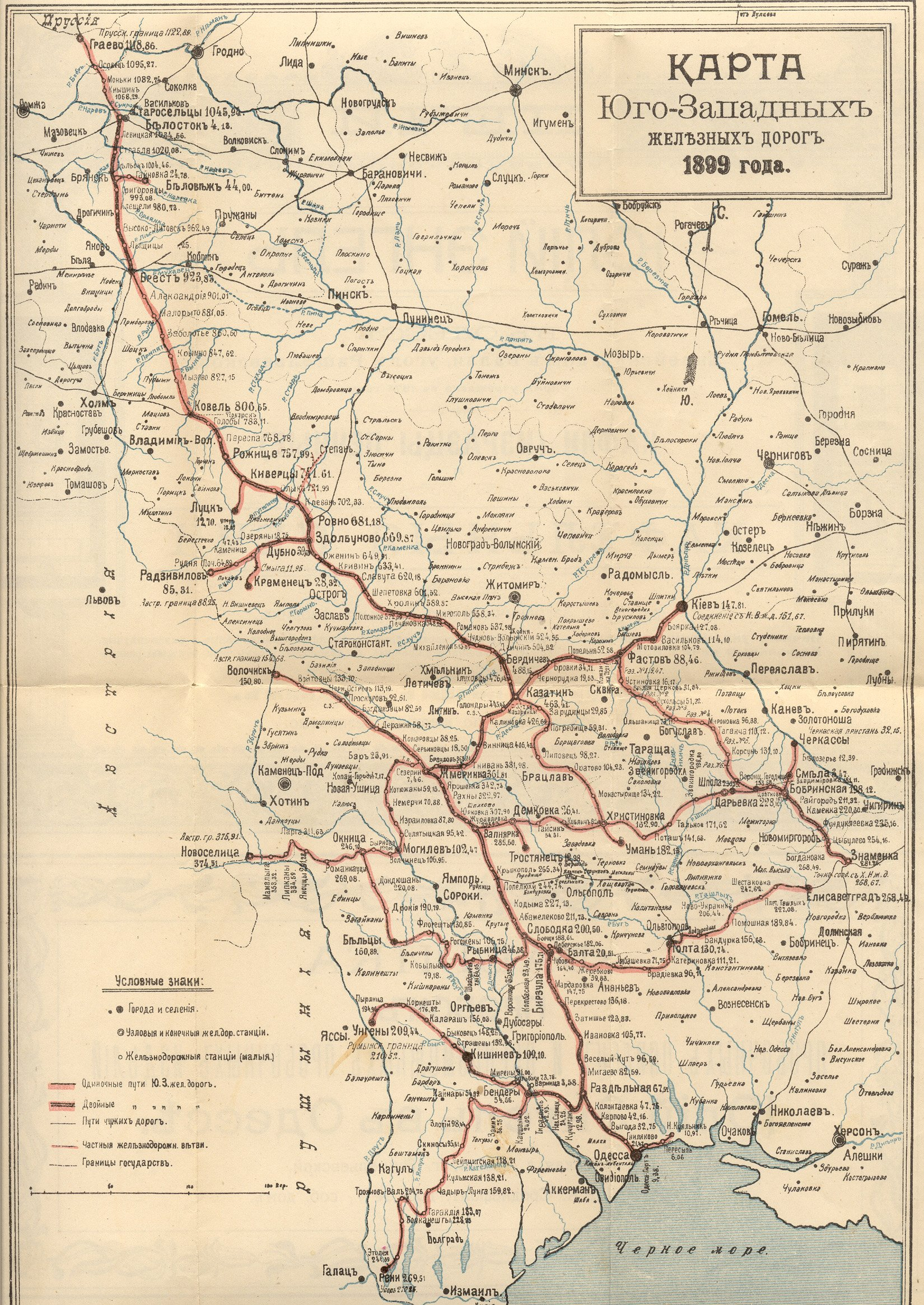
Мапа Південно-Західних залізниць, видання 1899 року

1901 відкрита залізниця Користівка — П'ятихатки.
1907 року — Миколаїв — Херсон.
1913 відкрито лінії від Водопою (Миколаїв) до Снігурівки. В тому ж році розгорнута довжина головних колій становила 3906 верст, у тому числі 1349 верст — дві колії. Рухомий склад налічував 1480 паровозів, 31809 товарних і 1650 пасажирських вагонів. В управління Південно-Західної залізниці входили служби колії, тяги, руху, телеграфу, комерційної, зборів та матеріальної. Крім того, були ще канцелярія начальника залізниці, бухгалтерія, навчальний відділ і лікарська служба.
30 листопада 1913 року відбулося відкриття товарно-пасажирського руху на ділянці Проскурів — Старокостянтинів I — Шепетівка. Одночасно почалися роботи з продовження залізничної лінії від Шепетівки до Коростеня, а також прокладання шляху Шепетівка — Ізяслав — Ланівці та Ярмолинці — Гусятин (ці магістралі стали до ладу у 1915—1916 роках).
1914 відкрито залізницю Бобринська — Одеса.
1915 гілка від Аккермана до Басарабяска (тепер Молдова).
1916 року споруджено і лінію Коростень — Виступовичі (на Мозир).
1925 року стала до ладу лінія Ніжин — Чернігів.
1928 року збудовано лінію Чернігів — Овруч.
1930 року — Чернігів — Горностаївка.
1931 року збудовано залізницю Ворожба — Хутір-Михайлівський та Хутір-Михайлівський — Чигинок.
1935 року — лінію Овруч — Білокоровичі.
1936 року стали до ладу дві лінії — Фастів I — Житомир та Калинівка I — Старокостянтинів I.

### Південно-Західні магістралі
- Одеса — Ковель — Граєво, з гілками Здолбунів — Радзивилів та Кременець, а також Старосільці та Біловежа;
- Козятин I — Київ з гілками до станцій Андрушівка та Сквира;
- Козятин I — Умань;
- Жмеринка — Волочиськ;
- Жмеринка — Окниця;
- Вапнярка — Шпола - Цвіткове;
- Слобідка — Новоселиця;
- Роздільна I — Унгени з гілкою Бендери - Рені;
- Фастів І — Знам'янка, з гілкою Бобринська — Черкаси;
- Бірзула — Єлисаветград;
- Київ — Ковель, з гілками Коростень — Шепетівка — Кам'янець-Подільський та Гусятин і Сарни — Рівне.

| Південно-Західні залізниці (1895) | Південно-Західні (1882) | Південно-Західні (1880)     | Одеська (1874)                | Одесько-Балтська (1865) |                        |
| Південно-Західні залізниці (1895) | Південно-Західні (1882) | Південно-Західні (1880)     | Одеська (1874)                | Одеська портова         |                        |
| Південно-Західні залізниці (1895) | Південно-Західні (1882) | Південно-Західні (1880)     | Одеська (1874)                | Кишинівська (1873)      |                        |
| Південно-Західні залізниці (1895) | Південно-Західні (1882) | Південно-Західні (1880)     | Києво-Берестейська (1871)     | Києво-Брестська (1870)  | Києво-Брестська (1870) |
| Південно-Західні залізниці (1895) | Південно-Західні (1882) | Південно-Західні (1880)     | Києво-Берестейська (1871)     | Києво-Балтська (1869)   |                        |
| Південно-Західні залізниці (1895) | Південно-Західні (1882) | Південно-Західні (1880)     | Берестейсько-Граєвська (1873) |                         |                        |
| Південно-Західні залізниці (1895) | Південно-Західні (1882) | Бендеро-Галацька (1877)     |                               |                         |                        |
| Південно-Західні залізниці (1895) | Південно-Західні (1882) | Берестейсько-Одеська (1879) |                               |                         |                        |
| Південно-Західні залізниці (1895) | Фастівська (1876)       |                             |                               |                         |                        |

## Економіка
Південно-Західні казенні магістралі станом на 1 січня 1903 року мали загальну протяжність 7 168 верст.
Вартість Південно-Західних залізниць на 1 січня 1903 року визначена в 421 млн карбованців (без рухомого складу, поставленого на шляхи за час казенної експлуатації).
Станом на 1 січня 1904 співробітників на залізниці працювало понад 50 тис. осіб.
Витрати на навчання і утримання одного учня в училищі при Південно-Західній залізниці становили 13 карбованців на місяць, а викладач отримував 290—300 карбованців. Середня виручка з одного залізничного пасажира у 1904 році становила 1 карбованець 5 копійок. Обід для службовців залізниці був пільговим і коштував 10 копійок.
Протягом 1900—1902 років було збудовано лінію Київ-Волинський — Ковель протяжністю близько 400 км.
У 1905 році валовий дохід — 56 млн крб., валова витрата — 55,2 млн крб. (по експлуатації — 36,5 млн крб., відсотки і погашення за капіталом споруди — 18,7 млн крб.), чистий дохід — 805 тис. крб. Паровозів — 1343, пасажирських вагонів — 1327, вантажних вагонів — 28484. Перевезено пасажирів — 9,5 млн., вантажів — 712,4 млн пудів.

## Галерея

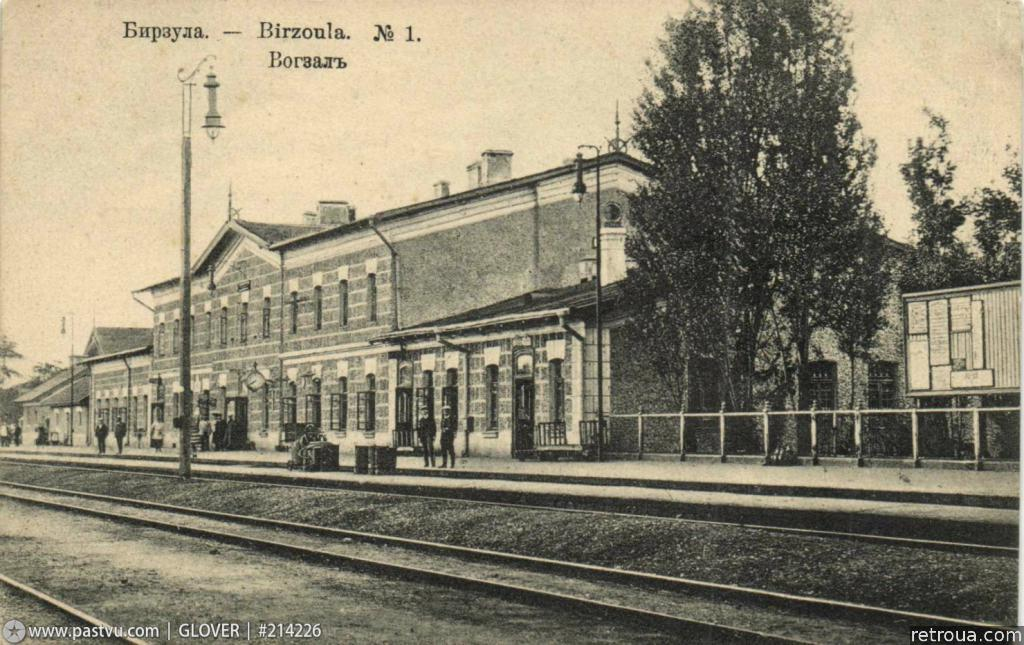
Залізнична станція міста Бірзула, ~1910 рік
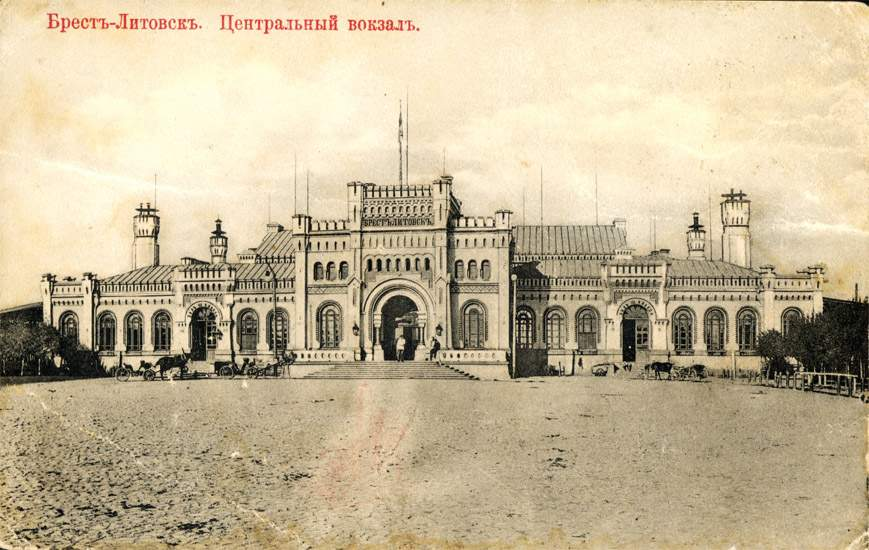
Вокзал міста Брест-Литовськ. Поштівка до 1915 року
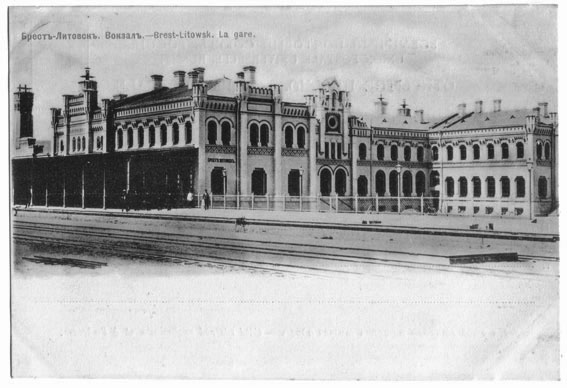
Залізнична станція Брест-Литовськ
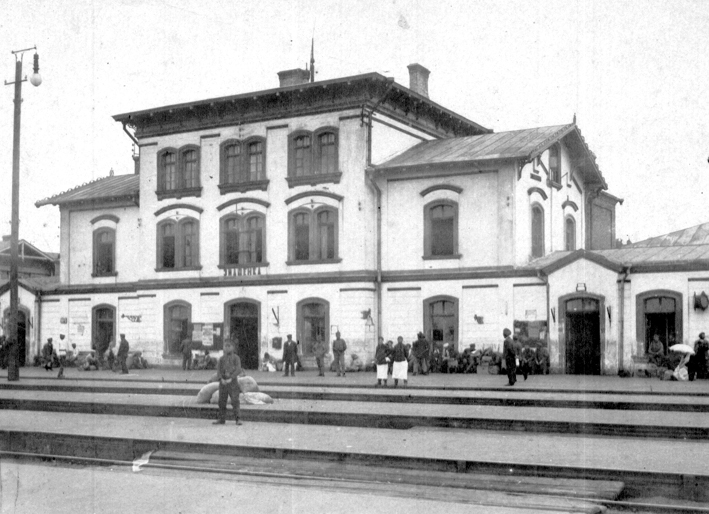
Старий залізничний вокзал Знам'янка
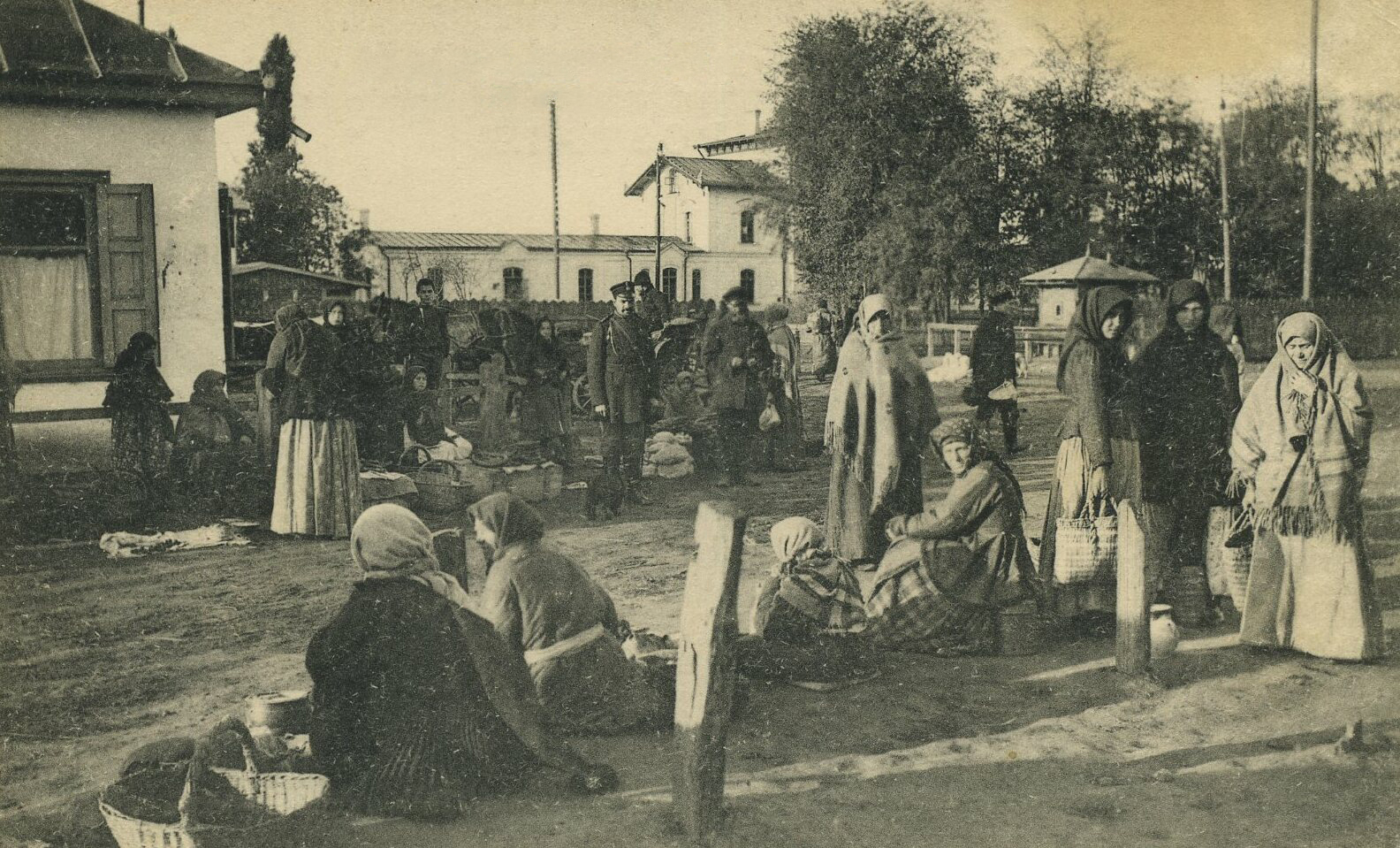
Вокзал станції Знам'янка зі зворотнього боку. Фото з архиву знам'янського краєзнавчого музею
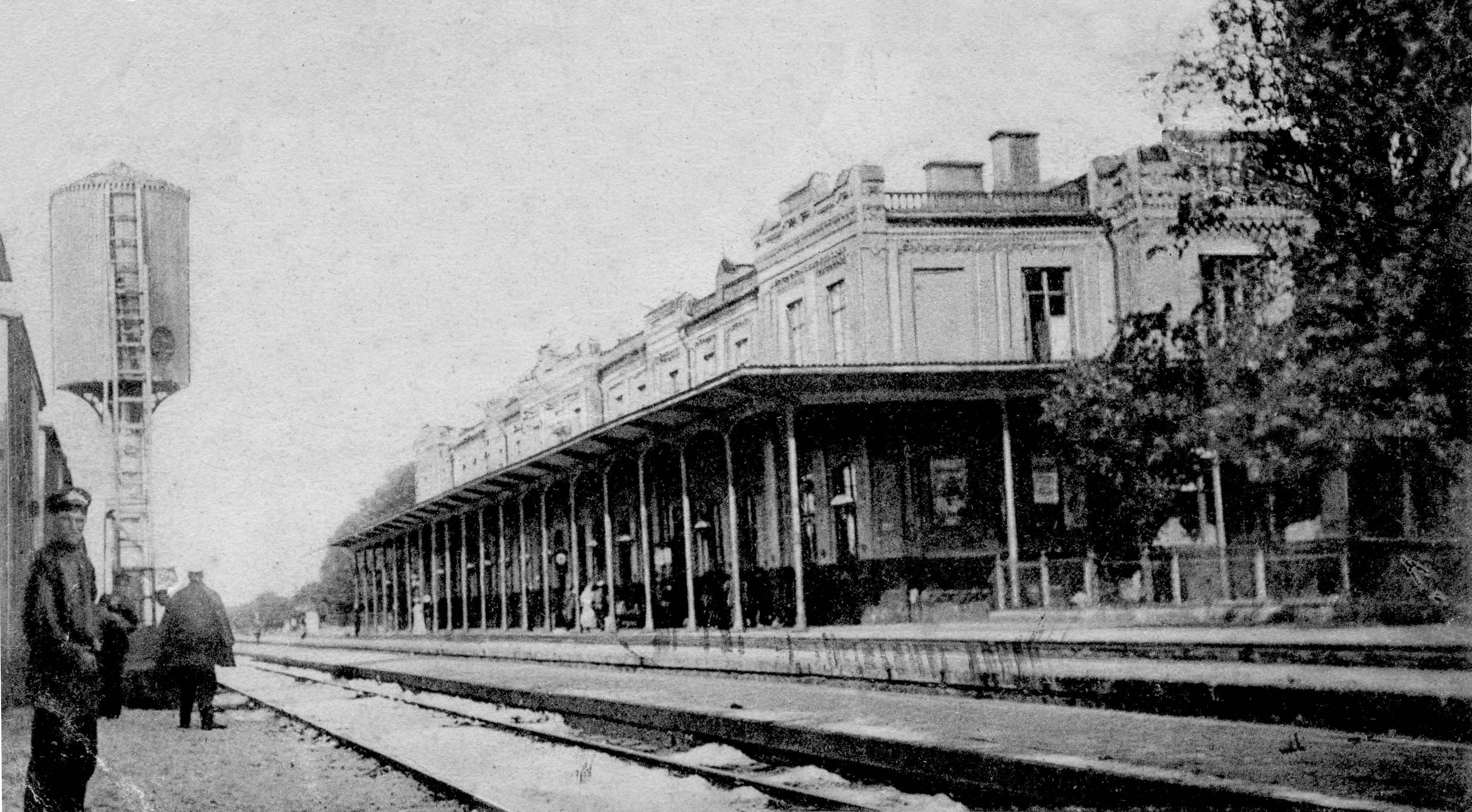
Залізничний вокзал Фастів I
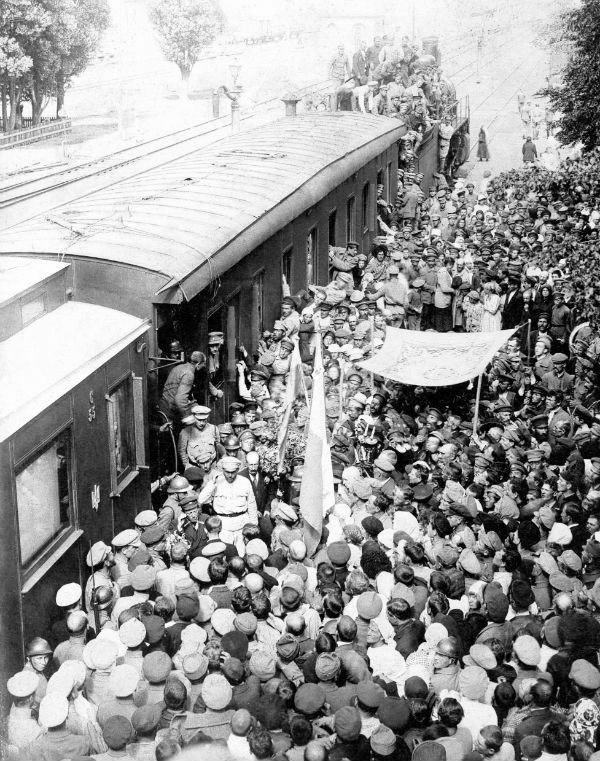
Зустріч Симона Петлюри на залізничному вокзалі у Фастові, 29 серпня 1919
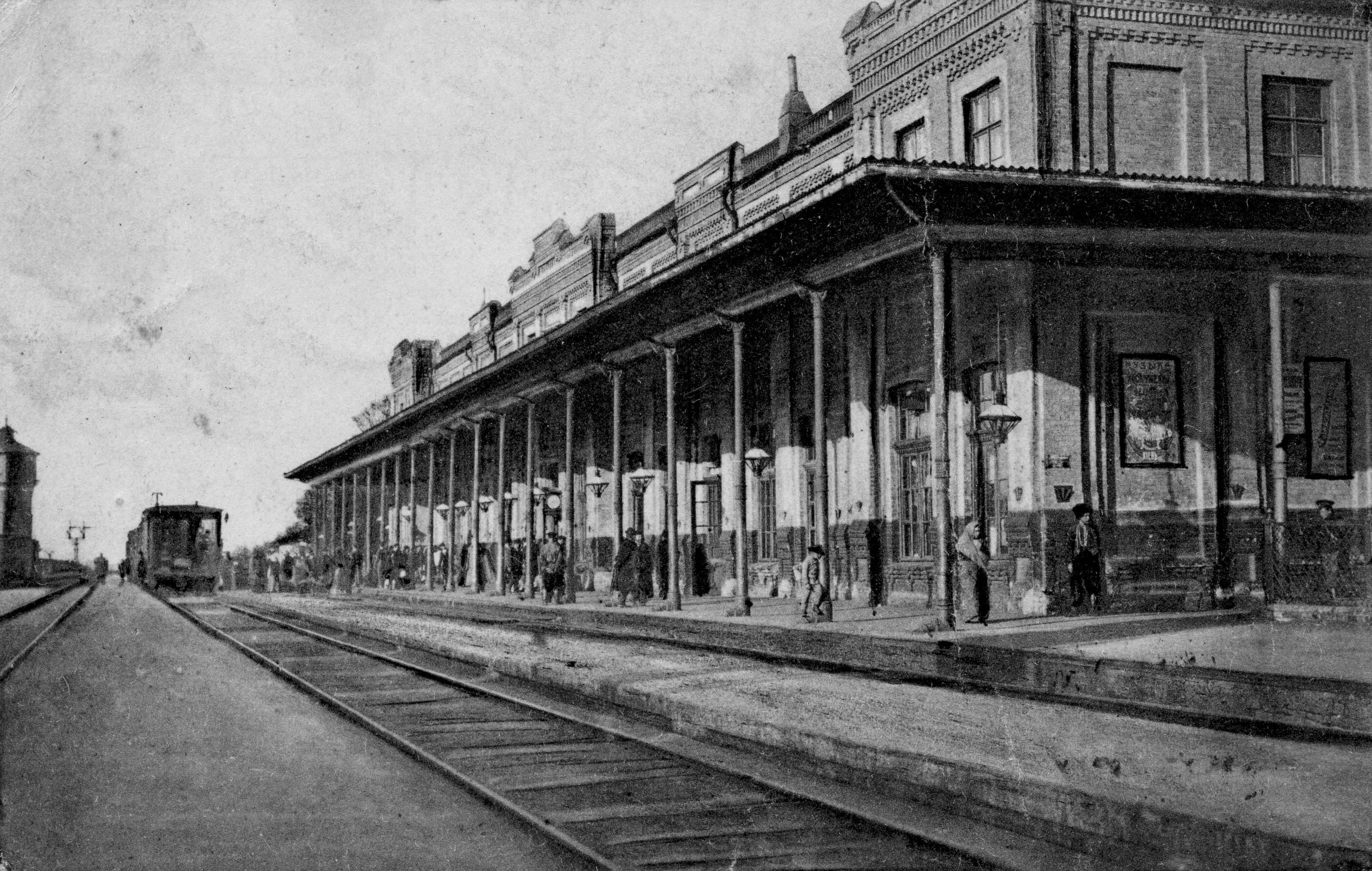
Фастів I
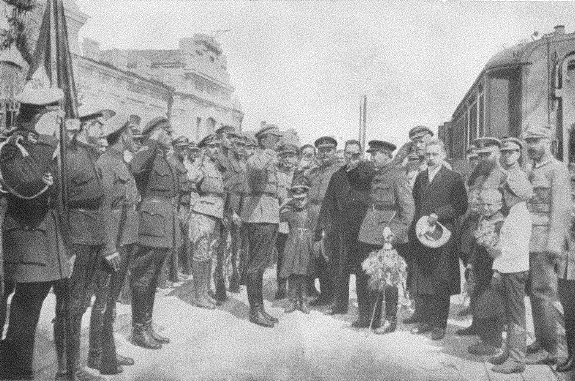
Зустріч Симона Петлюри в Кам'янці-Подільському, 1920 рік
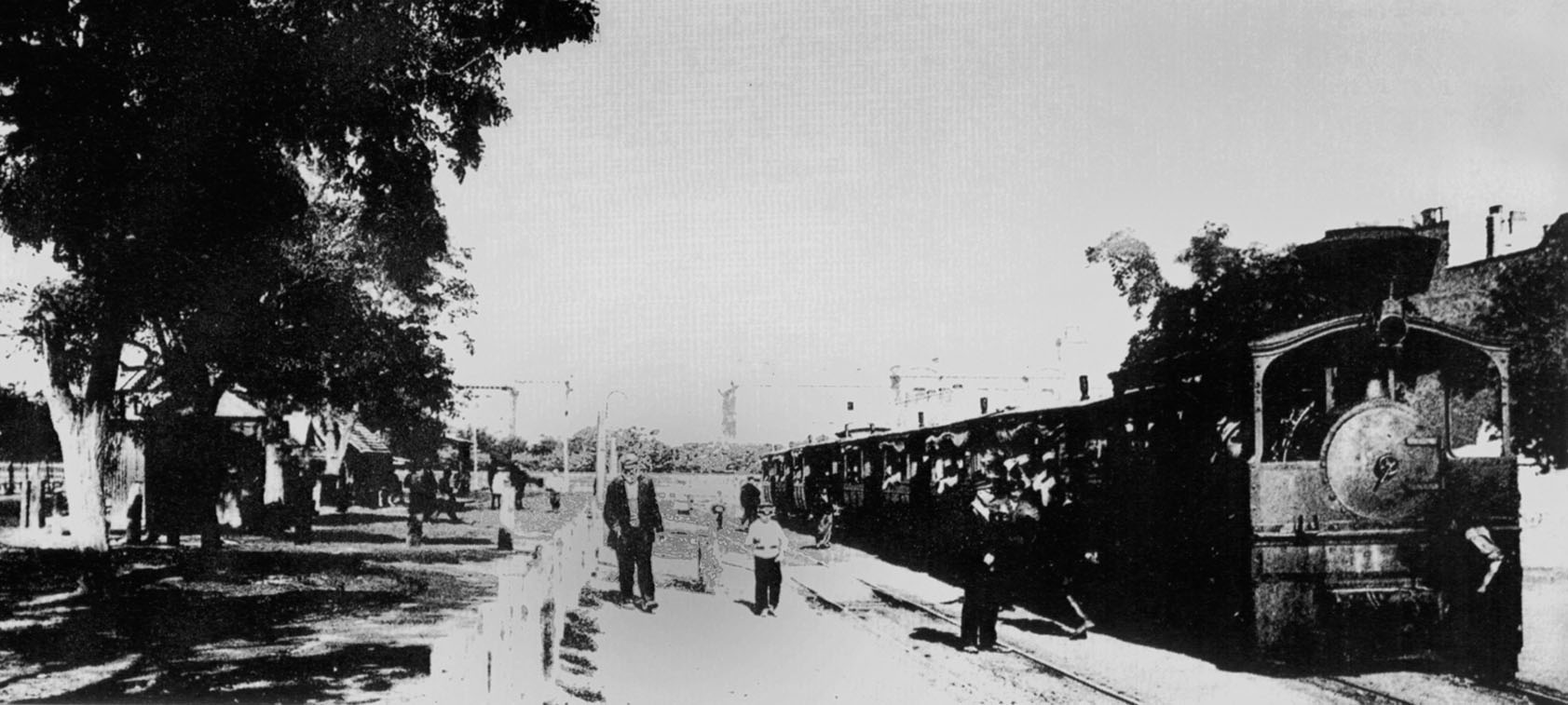
Залізниця в місті Одеса на початку XX століття
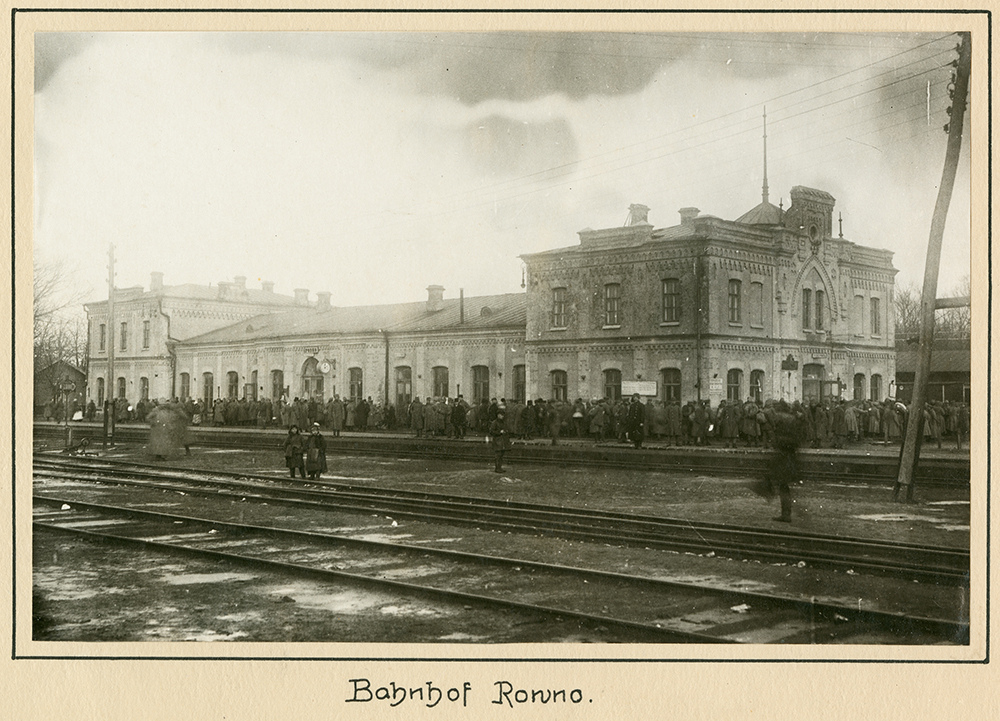
Залізнична станція Рівне навесні 1918 року

## Видатні особи
- Бльох Іван Станіславович — був першим головою правління товариства Південно-Західних залізниць (1878—1881)
- Вербицький Олександр Матвійович — автор проекту Київського вокзалу, понад 30 років працював в Південно-Західних залізницях спочатку архітектором шляхової служби, а потім головним архітектором.

### Керівники залізниць
Див. також Начальники Південно-Західної залізниці
- 1877 — 1879 Бородін Олександр Парфенійович
- 1880 — 1895 Андріївський Дмитро Іоякимович
- 1880 — 1889 Вітте Сергій Юлійович
- 1889 — 1896 Немішаєв Клавдій Семенович
- 1896 — 1905 Андріївський Дмитро Іоякимович
- 1906 — 1913 Немішаєв Клавдій Семенович
- 1913 — 1917 Шміт Вадим Петрович
- 1917 — 1918 Михайлов Микола Дмитрович
- 1918 — 1919 Новицький А.О.
- 1919 — 1920 Неклюдов Василь Петрович
- 1920 — 1925 Баженов Леонід Миколайович
- 1925 — 1927 Шушков Петро Сергійович
- 1927 — 1931 Подшивалін Георгій Васильович
- 1931 — 1933 Слюсаренко Феодосій Іванович
- 1933 — 1934 Друскіс Франц Семенович
- 1934 — 1936 Зорін Олексій Михайлович